# Metalimnobia (Metalimnobia) brahma
Metalimnobia (Metalimnobia) brahma is een tweevleugelige uit de familie steltmuggen (Limoniidae). De soort komt voor in het Oriëntaals gebied.